# Theodor Leupold
Theodor Ferdinand Leupold (* in Zittau; † nach 1896) war ein deutscher Bahnradsportler, der in Zittau lebte. Er nahm als Mitglied der Deutschen Olympiamannschaft an den Olympischen Sommerspielen 1896 in Athen als Radfahrer teil.
Er startete in den Disziplinen 333⅓-Meter und 100 Kilometer. Beim 333⅓-Meter-Zeitfahren wurde er mit 27,0 s zusammen mit Frederick Keeping und Léon Flameng Fünfter von acht Teilnehmern. Beim 100-Kilometer-Rennen gab er nach 37 Kilometern auf.